# Concerto per due violini (Bach)
Il Concerto per 2 violini, archi e basso continuo in re minore (BWV 1043) è una delle composizioni più famose di Johann Sebastian Bach ed è considerato uno dei migliori lavori del tardo barocco.

## Storia
Il manoscritto autografo è stato datato tra il 1730 e il 1731, quando Bach era Thomaskantor a Lipsia. Il periodo di composizione esatto è ignoto, e probabilmente si colloca nella produzione musicale di Bach durante il suo incarico a Köthen.
Il concerto, insieme ai due concerti per violino sopravvissuti ad oggi, sono stati certamente eseguiti nell'attività concertistica diretta da Bach a Lipsia e collegata al Collegium Musicum.
Intorno al 1736 Bach trascrisse il concerto per due clavicembali, archi e basso continuo, trasportandolo in do minore (BWV 1062).

## Struttura
Il concerto è caratterizzato dal sottile ma espressivo dialogo tra i due violini lungo tutta la durata del pezzo. Bach impiega l'imitazione propria del fugato e fa ampio uso di una scrittura contrappuntistica.
Il concerto comprende in tre movimenti:
1. Vivace
2. Largo ma non tanto
3. Allegro

## Riferimenti in altre opere
Nel 1940 George Balanchine creò un balletto sulla musica di questo concerto, chiamato Concerto Barocco.